# Federico Rademacher
Federico Rademacher, (n. Alemania; circa 1890 –† 1950) fue un sacerdote germano-argentino de la orden del Verbo Divino que ejerció su servicio pastoral en la Catedral de la Ciudad de Posadas, Misiones, Argentina. Se hizo cargo del templo en 1913. Fallece en la ciudad de Buenos Aires el 4 de noviembre de 1950.

## Su acción pastoral
En 1913 es designado párroco del entonces templo de San José, hoy Catedral en la plaza 9 de julio de la Ciudad de Posadas, con la primera responsabilidad de completar los detalles que todavía estaban sin terminar.
El Escritor don Balbino Brañas en su libro "Mi tierra en el recuerdo", dedicado a los segundos evangelizadores de Misiones de la congregación del Verbo Divino; relata sobre el padre Federico Rademacher: "...hacia 1931 le correspondió la tarea de adornar el nuevo templo y terminar detalles fundamentales. Se abocó asimismo a la obligación que estimaba impostergable. De dotar de piso a la iglesia, con cuyo fin designó a la siguiente comisión de damas: Marcolfa Gorleri de Rivera, Carolina Montero de Fiallo,Verónica G. De Olmo, Rosalía B de Casadellá, Concepción Acuña, Valentina y Anita López, Matilde y Julia Oliveira y señoritas Rebollo...,".
En 1924, siendo párroco de Nuestra Señora de la Guadalupe, en Buenos Aires, el Padre Rademacher, contando con el apoyo de la Liga de Damas Católicas, abre un Centro Catequístico, en la calle Cerviño 3536, donde el 18 de agosto, de Santa Elena se celebró la primera Misa. En ese mismo año fundó la Casa de los Niños Gral. Las Heras.
En Pentecostés de 1946 funda la Cofradía del Espíritu Santo bajo la inspiración de la espiritualidad de San Arnoldo Janssen, fundador de las Congregaciones Misioneras del Verbo Divino, de las Siervas del Espíritu Santo y de las Siervas del Espíritu Santo de la Perpetua Adoración.
El R.P. Lorenzo Bovier en su libro “100 Años de la Segunda Evangelización en la Tierra Colorada”, menciona algunas de sus palabras: “...el Cura tiene que ser como el Espíritu Santo, inspirar, pero no aparecer. Hay que saber transmitir ideas e iniciativas, pero dejar que las presenten y pongan por obra los laicos. Entonces ellos se comprometen, porque asumen la iniciativa como propia...”. El P. José Gallinger SVD decía que el padre Federico tenía la imagen de “hombre bueno”, y otros lo calificaban de hombre santo.
Fue Asesor Nacional de los Hombres de Acción Católica, Asesor Nacional de las Vanguardias de Obreros Católicos, Conferencista de alto vuelo y en tribunas callejeras. Fua predicador de Ejercicios Espirituales. Sus restos descansan en el cementerio privado de la Congregación del Verbo Divino en "Villa Calzada".
Una importante avenida de la Ciudad de Posadas lo honra con su nombre.